# Jurisdicție
Jurisdicția este autoritatea legală conferită unei instanțe sau unei instituții de a aplica legea, de a soluționa litigii și de a emite hotărâri cu forță juridică.

## Etimologie
Termenul jurisdicție provine din limba latină, din expresia iurisdictio, formată din ius („drept”, „lege”) și diction („ a spune”). În Roma Antică, acest termen desemna autoritatea magistratului de a emite hotărâri, de a interpreta și aplica legea în mod oficial.
Termenul poate desemna atât competența teritorială și materială a unei autorități, cât și sfera de aplicare a legii într-un anumit spațiu sau asupra unui anumit grup de persoane.

## Jurisdicția internațională
În context internațional, jurisdicția desemnează dreptul unui stat sau al unei instanțe internaționale (precum Curtea Penală Internațională) de a acționa asupra persoanelor, bunurilor sau evenimentelor în afara teritoriului său. Aceasta poate fi:
- Jurisdicție teritorială care se aplică asupra faptelor petrecute pe teritoriul statului.
- Jurisdicție personală care se aplică asupra cetățenilor proprii, indiferent de locul în care se află.
- Jurisdicție universală aplicabilă în cazul crimelor internaționale grave (genocid, crime împotriva umanității), indiferent de naționalitate sau locul comiterii.